# Gualchos
Gualchos é um município da Espanha na província de Granada, comunidade autónoma da Andaluzia, de área 31,03 km² com população de 2278 habitantes (2007) e densidade populacional de 84,60 hab/km².

## Demografia
| Variação demográfica do município entre 1991 e 2004 | Variação demográfica do município entre 1991 e 2004 | Variação demográfica do município entre 1991 e 2004 | Variação demográfica do município entre 1991 e 2004 |
| --------------------------------------------------- | --------------------------------------------------- | --------------------------------------------------- | --------------------------------------------------- |
| 1991                                                | 1996                                                | 2001                                                | 2004                                                |
| 2984                                                | 2990                                                | 2759                                                | 2621                                                |